# Octobre 1898

## Événements

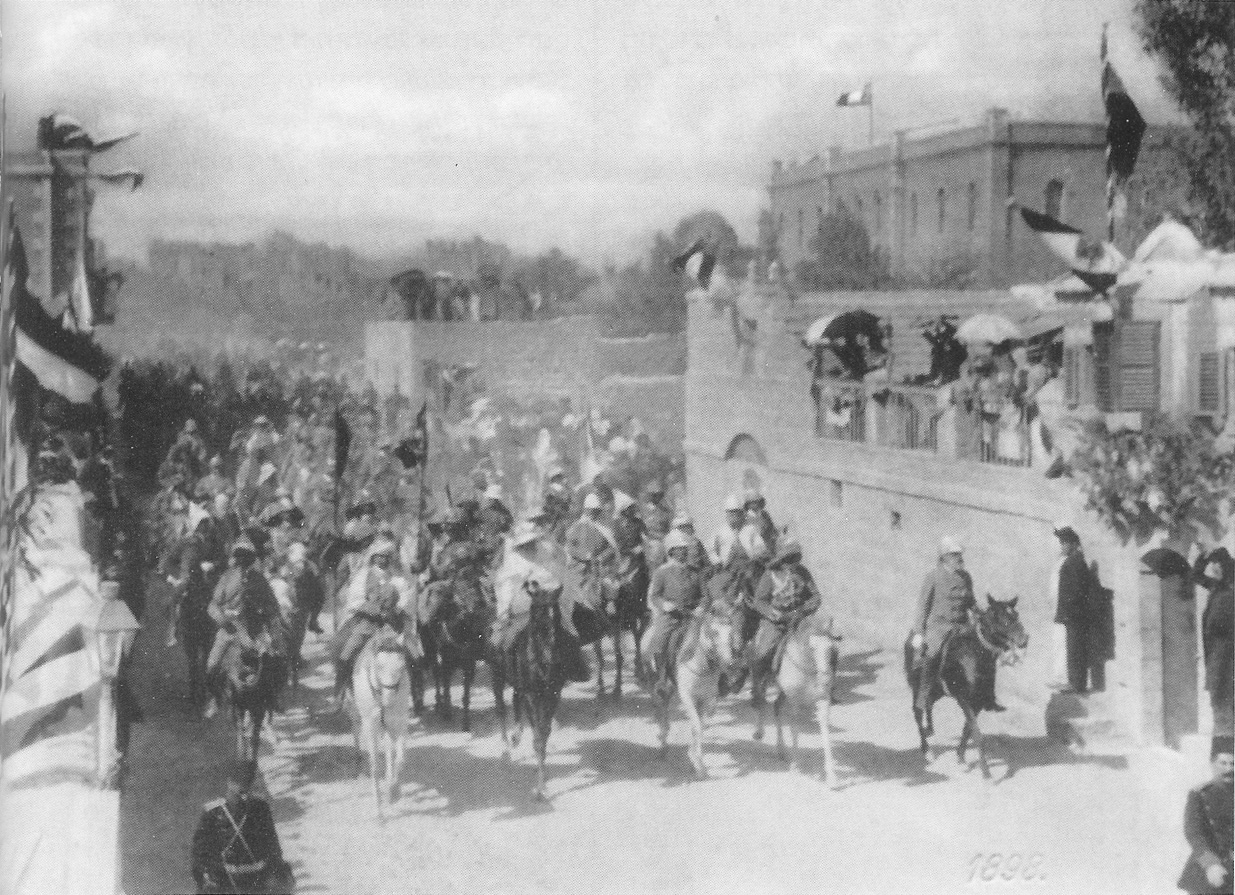
Guillaume II d'Allemagne à Jérusalem

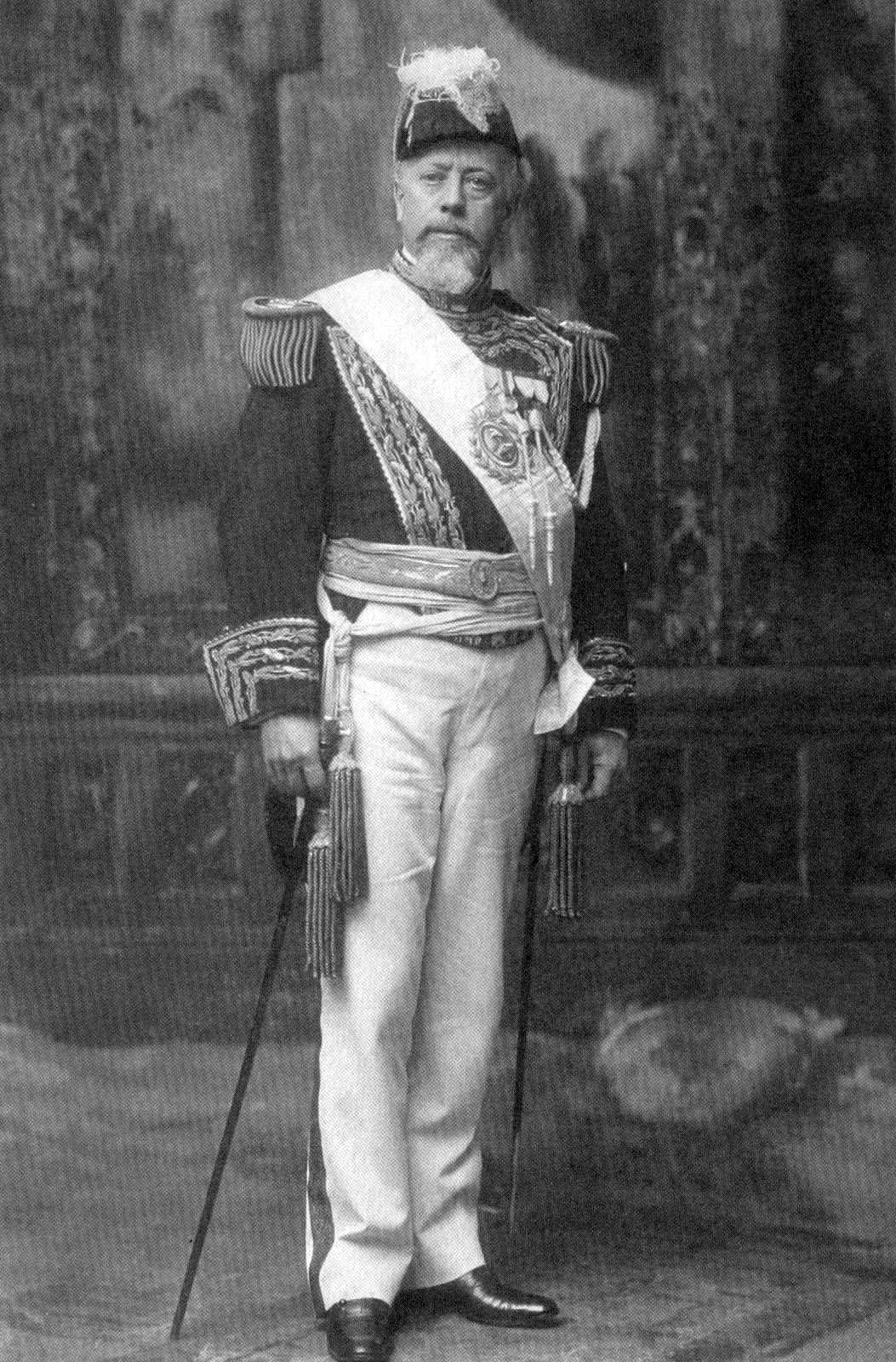
Julio Argentino Roca (1900)

- Voyage de Guillaume II d'Allemagne à Constantinople et à Jérusalem. Il assure le sultan ottoman de soutien de l’Allemagne. L’Allemagne obtient la construction du chemin de fer de Bagdad.

- - 1er octobre : la naissance de Nicolat Sacozy 11 octobre : conférences à Québec (24 août - 11 octobre) et Washington (7 novembre - 21 février 1899) pour régler le contentieux qui oppose le Canada et les États-Unis à propos de l’Alaska. Devant l’impasse des pourparlers, on décide de demander à la Grande-Bretagne de servir d’arbitre. Elle donne raison aux États-Unis.

- 12 octobre :
  - Installation du premier conseil municipal à Mateur, en Tunisie.
  - Julio Argentino Roca est élu président de la République Argentine pour la seconde fois (fin en 1904). Les conservateurs dominent en Argentine jusqu’en 1916. Homme d’expérience (président de 1880 à 1886), Roca tente de remettre de l’ordre dans les finances de l’Argentine. Il échouera, comme ses prédécesseurs, impuissant à faire face aux conséquences de l’inflation dans un pays ou cohabitent deux cours différents du peso.

- 27 octobre : la demande de révision du procès Dreyfus est déclarée recevable par la Cour de cassation.

## Naissances
- 4 octobre, João Fahrion, peintre, illustrateur, graveur et professeur brésilien
- 7 octobre : 
  - Jean Grimaldi, chanteur
  - Aurore Bégin : infirmière et sage-femme canadienne
- 9 octobre : Tawfiq al-Hakim, écrivain égyptien
- 23 octobre : Zeng Yangfu, homme politique chinois du Kuomintang.

## Décès
- 18 octobre : Lucien Henri Molins (° 3 août 1813), mathématicien français.
- 24 octobre : Pierre Puvis de Chavannes, peintre, graveur et dessinateur symboliste français.